# Ivan Cherednik
Ivan Cherednik (em russo:  Иван Владимирович Чередник; Moscou, 3 de dezembro de 1951) é um matemático russo, que introduziu a álgebra dupla afim de Hecke e a usou para provar a conjectura do termo constante de Macdonald em (Cherednik 1995). Também trabalha com geometria algébrica, teoria dos números e equações de solitons. É atualmente professor de matemática da Universidade da Carolina do Norte em Chapel Hill, especialista em combinatória.
Foi palestrante convidado do Congresso Internacional de Matemáticos em Berlim (1998: From Double Hecke Algebra to Analysis).

## Publicações
- Cherednik, Ivan (1995), «Double Affine Hecke Algebras and Macdonald's Conjectures», Annals of Mathematics, Annals of Mathematics, ISSN 0003-486X, Second Series, 141 (1): 191–216, JSTOR 2118632, doi:10.2307/2118632
- Cherednik, Ivan (2005), Double affine Hecke algebras, ISBN 978-0-521-60918-0, London Mathematical Society Lecture Note Series, 319, Cambridge University Press, MR 2133033[2]